# 입비트림

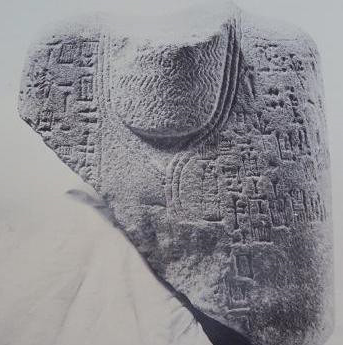

시리아 고대 도시 에블라의 왕이었던 입비트림(ca 2000BC)은 1968년에 발견되어 현재 알레포의 박물관에 있는 조각난 현무암 파편에 나타나있다. 알레포 박물관에는 에블라에서 나온 발굴품이 보관되어 있다. 약간은 이들립 소속의 지역 박물관에 있는데, 에블라의 고고학적인 위치는 텔마르딕의 지하이다.
봉헌된 동상은 입비트림의 이쉬타르 기록을 포함하는데 그는 에블라의 아모리트 왕자로 그 동상의 어깨에는 위치가 잊혀진 고대도시 에블라를 텔마르딕으로 확인한 첫 증거가 있었다.
문헌들은 왕이 에블라에 있었으며 마리의 왕이었다고 기록되어 있는데 그때는 아모리트 지배기였다.